# Cantone di Chevagnes
Il Cantone di Chevagnes era una divisione amministrativa dell'arrondissement di Moulins.
A seguito della riforma approvata con decreto del 27 febbraio 2014, che ha avuto attuazione dopo le elezioni dipartimentali del 2015, è stato soppresso.

## Composizione
Comprendeva 10 comuni:
- Beaulon
- La Chapelle-aux-Chasses
- Chevagnes
- Chézy
- Gannay-sur-Loire
- Garnat-sur-Engièvre
- Lusigny
- Paray-le-Frésil
- Saint-Martin-des-Lais
- Thiel-sur-Acolin